# 404

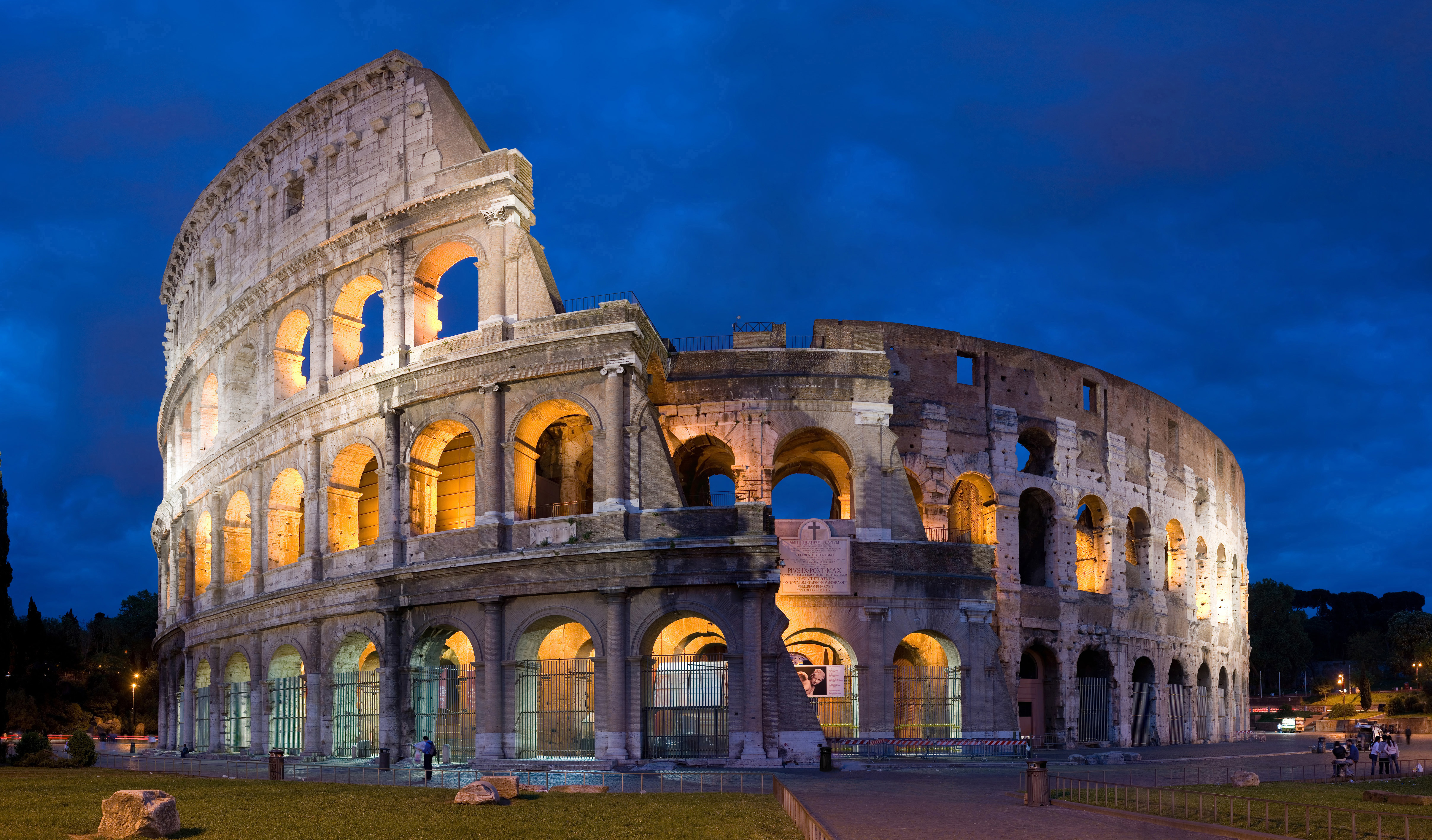
Het Colosseum in Rome

Het jaar 404 is het 4e jaar in de 5e eeuw volgens de christelijke jaartelling.

## Gebeurtenissen

### Italië
- 1 januari - In Rome mengt een monnik zich in de arena in de strijd tussen twee gladiatoren. Het publiek is ontevreden en hij wordt gelyncht. Naar aanleiding van dit incident wordt het Colosseum op last van keizer Honorius voorgoed gesloten.

### Klein-Azië
- Johannes Chrysostomus, bisschop van Constantinopel, wordt door keizerin Eudoxia verbannen. Vanuit Armenië in de Kaukasus blijft hij corresponderen met zijn aanhangers. Johannes wordt opgevolgd door Atticus van Constantinopel. Paus Innocentius I verbreekt de relatie met de Katholieke Kerk in het Oosten.
- Eudoxia overlijdt als gevolg van een miskraam. Keizer Arcadius benoemt Anthemius, praefectus praetorio (stadsprefect), tot keizerlijk adviseur.

## Overleden
- Aelia Eudoxia, Romeins keizerin en vrouw van Arcadius
- Claudius Claudianus, Latijns schrijver (waarschijnlijke datum)
- Isidorus van Alexandrië, Egyptisch priester en heilige
- 26 januari - Paula van Rome (56), Romeins geestelijke
- Severinus van Keulen (84), Duits bisschop en heilige